# John A. Cherry
John A. Cherry (* 4. Juli 1941 in Regina (Saskatchewan)) ist ein kanadischer Hydrogeologe.
Cherry wuchs in Regina und Ottawa auf und studierte an der University of Saskatchewan mit dem Bachelor-Abschluss als Ingenieurgeologe 1962. Danach studierte er an der University of California, Berkeley, mit dem Master-Abschluss in Geologie 1964 und wurde 1966 an der University of Illinois at Urbana-Champaign promoviert. Als Post-Doktorand war er an der Universität Bordeaux. Ab 1967 war er an der University of Manitoba und ab 1971 an der University of Waterloo, wo er bis zur Emeritierung blieb. 1982 bis 1987 war er Direktor des Institute for Groundwater Research und ab 1988 des University Consortiums for Solvents-in-Groundwater Research. 1978 errichtete er die Borden Groundwater Field Research Facility auf einer Deponie in einem Militärgelände. 1996 bis 2006 hatte er eine Forschungsprofessur des Environmental Research Council.
Er gilt als internationaler Experte für Grundwasser-Überwachung und -Verschmutzung und deren Beseitigung. Seine Arbeit führte in den 1990er Jahren zu Empfehlungen und Vorschriften in den USA und anderen Ländern. Mit Allan Freeze ist er Autor eines verbreiteten Lehrbuchs über Grundwasser.
Eines seiner ersten Projekte war die Frage der Grundwasserverschmutzung durch ein Abfalllager für schwach radioaktiven Abfall in West-Kanada. Das größte Risiko für Grundwasserverschmutzung geht seiner Ansicht nach von der Landwirtschaft aus und deren hohen Grundwasserverbrauch und -verschmutzung. Er befürwortet deshalb Umstellungen in der Ernährung von tierischer zu pflanzlicher Kost.
Cherry erhielt die William Smith Medal der Geological Society of London und den O. E. Meinzer Award der Geological Society of America. 2016 erhielt er den  Lee Kuan Yew Water Prize in Singapur und 2020 den Stockholm Water Prize. 2013 wurde er Mitglied der National Academy of Engineering. Er ist Fellow der Royal Society of Canada und der Geological Society of America.

## Schriften (Auswahl)
- mit R. Allan Freeze: Groundwater, Prentice Hall 1979